# Potworny regiment
Potworny regiment (ang. Monstrous Regiment) – humorystyczna powieść fantasy, 31. książka z cyklu Świat Dysku Terry’ego Pratchetta, wydana w 2003 roku. W Polsce książka ta ukazała się 15 maja 2008. W krzywym zwierciadle ukazuje wojnę i wojsko, a także walkę o równouprawnienie płci i zakazy religijne. Na okładce, zaprojektowanej przez Paula Kidby zamieszczono parodię słynnej fotografii „Sztandar nad Iwo Jimą”.
Tytuł książki nawiązuje do XVI-wiecznego traktatu Johna Knoxa „The First Blast of the Trumpet Against the Monstrous Regiment of Women” (Alarm przeciwko potwornym rządom kobiet), krytykującego rządy kobiet-królowych. W powieści, podobnie jak w innych książkach Pratchetta z serii „Świata Dysku” znajduje się bardzo wiele kalamburów, gier słów czy intertekstualnych aluzji, np. w jednej ze scen Samuel Vimes popełnia błąd językowy chcąc powiedzieć po borogrovsku, że on też jest Borogrowczykiem, co jest nawiązaniem do słów Johna F. Kennedy’ego „Ich bin ein Berliner”.

## Fabuła
Akcja dzieje się w Borogravii, kraju, który natychmiast po przegraniu wojny z jednym z sąsiadów, wdaje się w wojnę z następnym. Rozwój miejscowej religii polega na ciągłym rozszerzaniu listy obrzydliwości zakazanych przez Nuggana (trafiły na nią kolory niebieski i czekoladowy, czekolada, płodozmian, uszy, kichanie, noszenie długich włosów przez kobiety oraz noszenie przez nie krótkich włosów, noszenie męskich ubrań przez kobiety, akordeoniści, kamienie i dzieci). Wszystko to doprowadziło kraj na krawędź upadku, czemu zaprzecza lokalna propaganda.
Główna bohaterka Polly Perks pracuje w karczmie prowadzonej przez jej ojca. Obawiając się, że po śmierci ojca utraci karczmę (kobiety nie dziedziczą), postanawia odnaleźć swojego brata, który wstąpił do wojska i zaginął. Aby znaleźć ślady, sama, w męskim przebraniu zaciąga się do wojska. Trafia do oddziału, na który składają się ludzie, wampir (należący do Ligi Wstrzemięźliwości), troll, oraz Igor (istota o niesamowitych zdolnościach chirurgicznych). Oddział dowodzony jest przez typowego sierżanta (wiecznie krzyczący fachowiec od wojny, z długą listą zasług w wielu bitwach) i romantycznego porucznika, przeniesionego do służby liniowej z biura. Mimo zupełnego braku wyszkolenia odnoszą sukcesy w walkach i stopniowo okazuje się, że żołnierze są kobietami. Ujawnienie tego prowadzi do zmian w obyczajach Borogravii.